# 葛山信吾
葛山 信吾（かつらやま しんご、1972年4月7日 - ）は、三重県亀山市出身の俳優。株式会社CESエンタテインメント所属（2021年まで）を経て独立。

## 来歴
1990年、第3回「ジュノン・スーパーボーイ・コンテスト」でグランプリ受賞。翌年、ドラマ『ヴァンサンカン・結婚』で俳優デビュー。
音楽活動としては1992年、ファンハウスよりシングル『二人を認めない』で歌手デビュー。1997年から2003年まで板倉雅一とのユニット・Bricksを組んだ。
2000年、『仮面ライダークウガ』に出演。劇中での役割はいわゆる「変身ヒーロー」でこそなかったが、おもに母親層からの人気を集めたことで一般メディアからも注目され、主演のオダギリジョーらと共にイケメンヒーローブームの火付け役となる。その後も『真珠夫人』、『大奥』などに出演した。
2002年10月に女優の細川直美と結婚した。細川とは過去に仕事で共演したことがなく、結婚1年前にレストランで偶然出会ったのが交際の始まりであったという。2003年7月に長女、2006年7月に次女が誕生した。結婚後、長らくテレビ番組やCMなど仕事での夫婦共演はなかったが、2011年5月放送の料理番組『二人の食卓 〜ありがとうのレシピ〜』で夫婦初共演を果たした。
2021年11月、所属事務所CESエンタテインメントとの契約を終了し、独立したことを発表した。

## 人物
- 趣味は自動車、ドライブ、ミニカー収集、音楽、カラオケ、アウトドアスポーツ。特技はサックス。
- 『クウガ』で演じた一条薫は、自身が演じたキャラクターの中でも特に思い入れのあるキャラクターであると語っており、2015年に発売されたコミック版クウガに関するインタビューにも応え、当時の撮影の苦労や思い出話も語っていた。

## 出演

### テレビドラマ
- ヴァンサンカン・結婚（1991年、フジテレビ）
- ボクたちのドラマシリーズ 放課後（1992年、フジテレビ） - 坂浦祐 役
- 日曜ドラマハウス 五丁目の決闘（1992年、フジテレビ）
- キライじゃないぜ（1992年、TBS）
- 青春もの（1993年、フジテレビ） - マサキ 役
- 愛してるよ!（1993年、テレビ朝日） - 松岡洋 役
- いちご白書（1993年、テレビ朝日） - 島崎直也 役
- 平成5年夏、生まれた町で（1993年、ケーブルテレビ）
- 火曜ドラマリーグ 湯けむり女子大生騒動（1994年、朝日放送）
- 17才-at seventeen-（1994年、フジテレビ）
- 世にも奇妙な物語 「ふたり」（1994年） - 三島祐介
- 大家族ドラマ 嫁の出る幕（1994年、テレビ朝日） - 中川浩二 役
- 私の運命（1994年、TBS） - 中川誠 役
- 金曜時代劇（NHK総合）
  - 夢暦長崎奉行（1996年） - 遠山金四郎 役
  - お登勢（2001年） - 津田貢 役
- 正月時代劇（NHK総合）
  - 風光る剣 -八嶽党秘聞-（1997年）
  - 上杉鷹山-二百年前の行政改革-（1998年）
- 水曜ドラマシリーズ 棘・おんなの遺言状（1997年、NHK総合）
- 花王 愛の劇場 さしすせそ!?（1997年、TBS） - 裕司 役
- 神様、もう少しだけ（1998年、フジテレビ）
- 大河ドラマ（NHK総合）
  - 元禄繚乱（1999年） - 岡野金右衛門 役
  - 利家とまつ〜加賀百万石物語〜（2002年） - 浅井長政 役
  - 天地人（2009年） - 安部政吉 役
- 舞妓さんは名探偵! 第3話「舞妓純愛殺人事件」（1999年、テレビ朝日） - 杉原 役
- 開局30周年記念作品 芭蕉・青の残影（1999年、三重テレビ）
- 渡る世間は鬼ばかり '99年年末スペシャル（1999年、TBS） - 春日伸彦 役
  - 渡る世間は鬼ばかり '00年春スペシャル（2000年、TBS） - 春日伸彦 役
  - 渡る世間は鬼ばかり（2000年、TBS） - 春日伸彦 役
- 仮面ライダークウガ（2000年、テレビ朝日） - 一条薫 役
- 金曜エンタテイメント
  - アリバイの彼方に1（2000年、フジテレビ） - 小山刑事 役
  - 家裁判事 伊奈守草介の事件日誌（2004年、フジテレビ）
- 科捜研の女3（2001年、テレビ朝日） - 上原純二 役
  - 科捜研の女4 最終話（2002年、テレビ朝日） - 上原純二役
- 恋するトップレディ 第4話「忘れられない人…」（2002年、関西テレビ）
- 真珠夫人（2002年4月 - 6月、東海テレビ） - 杉野直也 役
- 女と愛とミステリー（テレビ東京）
  - 逃げ口上（2002年）
  - みの刑事の愛の事件簿大作戦（2003年）
- いつもふたりで（2003年1月 - 3月、フジテレビ） - 奥田直之 役、柏原崇の代役として第3話から出演
- 美女か野獣 第2話（2003年1月 - 3月、フジテレビ） - 本郷公康 役
- 赤ちゃんをさがせ（2003年、NHK総合）
- 大奥（2003年4月 - 6月、フジテレビ） - 徳川家茂 役
  - 大奥 最終章（2019年3月25日） - 大岡忠相 役
- あなたの人生お運びします 第5話「浮気発覚?!」（2003年、TBS） - 紅林 役
- ゆうれい、貸します〜お染・恋の七変化〜 第3話（2003年、NHK総合） - 真之介 役
- 夢みる葡萄〜本を読む女〜（2003年9月 - 12月、NHK総合） - 古屋広美 役
- 末っ子長男姉三人（2003年10月 - 12月、TBS） - 北村祐二 役
- 新春ワイド時代劇 竜馬がゆく（2004年、テレビ東京） - 高杉晋作 役
- FIRE BOYS 〜め組の大吾〜（2004年1月 - 3月、フジテレビ） - 赤星みつる 役
- 月曜ミステリー劇場 早乙女千春の添乗報告書15 奥軽井沢湯けむりツアー殺人事件（2004年1月12日、TBS） - 如月哲也 役
- 滅びのモノクローム（2004年、フジテレビ） - 伊波謙吾 役
- 結婚のカタチ（2004年、NHK総合） - 中原大介 役
- ナースマンがゆく 第4話「本当のしあわせって何ですか?」（2004年、日本テレビ） - 槙田光一 役
- 離婚弁護士II 〜ハンサムウーマン〜 第3話（2005年4月 - 6月、フジテレビ） - 北山浩介 役
- 土曜ワイド劇場（テレビ朝日）
  - キソウの女II（2005年）
  - 和菓子連続殺人事件（2008年） - 千葉公平 役
  - 私は代行屋! 事件推理請負人4（2015年8月22日、朝日放送） - 安斎誠二 役
  - タクシードライバーの推理日誌38（2015年8月29日） - 進藤俊彦 役
  - 監察官・羽生宗一〜毒ハブと呼ばれる男!!4（2016年3月5日） - 港洋介 役
  - 棟居刑事の偽完全犯罪（2016年4月23日） - 小幡明彦 役
  - 家裁調査官・山ノ坊晃〜紛争解決100%の男!（2016年5月7日） - 片瀬哲夫 役
- 電車男 第3話・第4話（2005年7月21日・28日、フジテレビ） - 瀬野 役
- 女刑事みずき〜京都洛西署物語〜 第3話・最終話（2005年11月3日・12月15日、テレビ朝日） - 鳴海和也 役
- トップキャスター 第4話（2006年5月8日、フジテレビ） - 服部圭吾 役
- 僕の歩く道（2006年10月 - 12月、関西テレビ） - 河原雅也 役
- 金曜プレステージ ひみつな奥さんシリーズ（2006年 - 、フジテレビ） - 相田六郎 役
- モップガール 第9話（2007年、テレビ朝日） - 北濱一刀 役
- スシ王子! 第3話、第4話（2007年、テレビ朝日） - 赤月真九郎 役
- 愛の劇場 スイート10〜最後の恋人〜（2008年、TBS） - 関保典 役
- 7人の女弁護士 第2シリーズ最終話（2008年、テレビ朝日） - 中川洋介 役
- 時代劇スペシャル 花の誇り（2008年12月20日、NHK総合） - 宗方惣兵衛 役
- RESCUE〜特別高度救助隊 第8話、最終話（2009年、TBS） - 海藤浩之 役
- リセット 第10話（2009年、読売テレビ） - 宮本陽介 役
- 月曜ゴールデン（TBS）
  - 湯けむりバスツアー 桜庭さやかの事件簿シリーズ （2009年- ） - 富田林太郎　役
  - 家庭教師が解く! 〜殺人方程式の推理ドリル〜（2013年5月20日） - 松尾純也 役
  - 浅見光彦シリーズ33 蜃気楼（2013年9月16日） - 高津雅志 役
  - 守護神・ボディーガード 進藤輝4（2015年7月13日） - 堂園健一郎 役
- エンゼルバンク 第7話（2010年、テレビ朝日） - 石井行弘 役
- お母さんの最後の一日 （2010年9月11日、テレビ朝日） - 水野正一 役
- マークスの山 （2010年10月17日 - 11月14日、WOWOW） - 有沢三郎 役
- 金曜プレステージ 探偵倶楽部 （2010年10月22日、フジテレビ） - 成田真一 役
- 四つ葉神社ウラ稼業 失恋保険〜告らせ屋〜 第1話（2011年4月7日、読売テレビ） - 垣内宗治 役
- マルモのおきて 第1話（2011年4月24日、フジテレビ） - 笹倉純一郎 役
- 華和家の四姉妹 第6-7話（2011年8月14日・21日、TBS） - 小野寺 役
- Oh!デビー（2011年10月1日 - 22日、BSスカパー!） - 南条啓介 役
- 郷土の偉人シリーズ「海の司令官・小西行長〜秀吉が日本を託した男〜」（2011年10月30日、テレビ熊本） - 主演・小西行長 役
- 都市伝説の女 最終話（2012年6月8日、テレビ朝日） - 成田涼一 役
- BS時代劇 薄桜記（2012年7月 - 9月、NHK BSプレミアム） - 高木敬之進 役
- 水曜ミステリー9（テレビ東京）
  - 内田康夫サスペンス
    - 多摩湖畔殺人事件（2012年7月18日） - 岡部和雄 役
    - 鬼刑事と車椅子の少女 ドクターブライダル（2013年5月22日） - 岡部和雄 役

  - ホテルGメン 具志堅陽子の殺人推理2（2014年7月23日） - 村上和彦 役
- 宮部みゆきミステリー パーフェクト・ブルー 第4話（2012年10月29日、TBS） - 宇野俊彦 役
- ダブルス〜二人の刑事 第6話（2013年5月23日、テレビ朝日） - 川島英作 役
- ハクション大魔王（2013年11月17日、フジテレビ） - ユリ子パパ 役
- ラスト・ドクター〜監察医アキタの検死報告〜 第4話（2014年8月1日、テレビ東京） - 村井佳幸 役
- ST 赤と白の捜査ファイル 第9話（2014年9月10日、日本テレビ） - 関本雄蔵 役
- 赤と黒のゲキジョー 山村美紗サスペンス 赤い霊柩車34（2014年10月24日、フジテレビ） - 高野修介 役
- 素敵な選TAXI 第7話（2014年11月25日、関西テレビ） - 内藤彰 役
- ビンタ!〜弁護士事務員ミノワが愛で解決します〜 第11話（2014年12月11日、読売テレビ） - 小野田康夫 役
- 三匹のおっさん2〜正義の味方、ふたたび!!〜 第4話（2015年5月15日、テレビ東京） - 佐伯巽 役
- 探偵の探偵 第9話 - 最終話（2015年9月3日 - 17日、フジテレビ） - 児玉庄治 役
- エンジェル・ハート 第2話・第6話（2015年10月18日・11月15日、日本テレビ） - 槇村秀幸 役
- 相棒 season14 第3話「死神」（2015年10月28日、テレビ朝日） - 雨宮一馬 役
- BS時代劇 子連れ信兵衛 第4話（2015年12月4日、NHK BSプレミアム） - 孝兵衛 役
- 警視庁捜査一課9係 season11 8話 （2016年5月25日） - 比留野学 役
- 沈まぬ太陽 第2部 第13話・第14話（2016年8月7日・14日、WOWOW） - 長谷川 役
- グ・ラ・メ!〜総理の料理番〜 最終話（2016年9月9日、テレビ朝日） - 氷室誠之介 役
- 科捜研の女16 第11話（2017年1月26日、テレビ朝日） - 羽田野公也 役
- 日曜ワイド 「庶務行員 多加賀主水が許さない」（2017年10月15日、テレビ朝日） - 新田宏治 役
  - 日曜プライム「庶務行員 多加賀主水が悪を断つ」（2019年2月10日）
  - 日曜プライム「庶務行員 多加賀主水」（2019年11月17日）
- 水戸黄門 第4話（2017年10月25日、BS-TBS） - 桜田雄次郎 役
- 執事 西園寺の名推理 第1話（2018年4月13日、テレビ東京） - 青木俊彦 役
- 不発弾〜ブラックマネーを操る男 第3話・第5話・最終話（2018年6月24日・7月8日・15日、WOWOW） - 芦原恒三 役
- 日曜プライム 西村京太郎トラベルミステリー 第69作 - （テレビ朝日） - 柿沼浩輔 役
  - 第69作（2018年9月16日）
  - 第70作（2019年3月17日）
  - 第71作（2020年1月5日）
  - 第73作（2022年12月29日）
- 月曜名作劇場 警視庁SP特命係（2019年3月4日、TBS） - 黛隆俊 役
- 大富豪同心 第3話・第5話（2019年5月24日・6月7日、NHK BSプレミアム） - 龍山白雲軒 役
- 遺留捜査 第6シーズン 第6話 (2021年2月18日、テレビ朝日) - 新庄リュウ 役
- 刑事7人 シーズン7 第3話（2021年7月21日、テレビ朝日） - 神原雅也 役
- オリバーな犬、 (Gosh!!) このヤロウ（NHK総合） -  北條明史 役
  - シーズン1（2021年9月17日 - 10月1日）[3]
  - シーズン2（2022年9月20日 - 10月4日） [4]
- 精神分析医 氷室想介の事件簿2-ベストセラー小説に隠された殺人事件の謎-（2023年10月1日、BS-TBS・BS-TBS4K） - 倉石孝文 役[5]

### 映画
- 横浜ばっくれ隊（1994年、中田信一郎 監督） - 成田常松 役
- ざわざわ下北沢（2000年、市川準 監督）
- ゴジラ・モスラ・キングギドラ 大怪獣総攻撃（2001年、金子修介 監督） - 小早川 役[1]
- 月のあかり（2002年、倉持健一 監督）
- 呪怨2（2003年、清水崇 監督） - 大国圭介 役
- ウォーターズ（2006年、西村了 監督） - 進太郎 役
- 犬神家の一族（2006年 市川崑 監督） - 犬神佐武 役
- 夢のまにまに（2008年、木村威夫 監督）
- 半次郎（2010年、五十嵐匠 監督） - 鮎川小次郎 役
- 相棒 -劇場版II- 警視庁占拠! 特命係の一番長い夜（2010年、和泉聖治 監督） - 磯村栄吾 役
- オボエテイル 前世の記憶（2011年、明石知幸 監督） - 青柳 役
- 恋谷橋（2011年、パル企画、後藤幸一監督）
- 信虎（2021年11月） - 山県昌景 役

### オリジナルビデオ
- やさしくなりたい ティーンズハートコレクション（1992年、ファンハウス）
- パステルLOVE（1992年、ファンハウス）
- 旅の石工 -丹波佐吉の生涯-（1998年、文化工房）

### 舞台
- ひとり息子（1994年）
- 明暗嫁問答（1996年）
- K-produce 日本文学全集（2002年、葛山信吾プロデュース） - 小説家 役
- 燃えよ剣（2004年、明治座） - 沖田総司 役
- お登勢（2005年、芸術座） - 津田貢 役
- アンナ・カレーニナ（2006年、東宝ミュージカル） - コンスタンティン・レイヴィン 役
- プライベート・ライヴズ（2006年、パルコ） - エリオット・チェイス 役
- 宝塚BOYS（2007年、東宝芸能） - 竹内重雄 役
- 憑神（2007年、新橋演舞場ほか） - 榎本釜次郎 役
- 宝塚BOYS（2008年、シアタークリエほか） - 竹内重雄 役
- ガブリエル・シャネル（2009年、新橋演舞場） - エドワール 役
- 暗くなるまで待って（2009-10年、シアタードラマシティ・東京グローブ座ほか） - マイク 役
- 戯伝写楽（2010年、青山劇場・シアターBRAVA!） - 鉄蔵 役
- ジョアンナ（2010年、THEATRE1010ほか） - ロドリゴ 役
- アンナ・カレーニナ（2010-11年、シアタークリエほか） - コンスタンティン・レイヴィン 役
- ガブリエル・シャネル（2011年、日生劇場） - エドワール 役
- ビクター・ビクトリア（2011年、ル・テアトル銀座・森ノ宮ピロティーホール） - キング 役
- 華麗なるミュージカル音楽の世界 ガラコンサート2012 （2012年、東京国際フォーラム ホールC）
- ビューティフル・サンデイ （2012年、ル・テアトル銀座ほか） - 戸川秋彦 役
- 英国王のスピーチ（2012年、世田谷パブリックシアターほか）
- 真田十勇士（2013年、赤坂ACTシアターほか） - 霧隠才蔵 役
- 今度は愛妻家（2014年4月 東京芸術劇場シアターウエスト・青少年文化センターアートピアホール・兵庫県立芸術文化センター阪急中ホール） - 北見俊介 役
- サザエさん（2019年、明治座・博多座） - フグ田マスオ 役[注 1][6]
  - サザエさん 再演（2025年、明治座・大阪新歌舞伎座）[7]
- 巌流島（2020年）※中止[注 2]
- 新・陽だまりの樹（2020年、東京建物Brillia HALL（豊島区芸術文化劇場）ほか地方公演） - 丑久保陶兵衛 役
- アニー（2022年）
- NOISES OFF（2023年）[11]
- モンスター・コールズ（2024年）[12]
- マリー・キュリー（2025年公開予定） - ピエール・キュリー 役[13]

### ゲーム
- グランディアIII（2005年、スクウェア・エニックス） - アロンソ 役
- 相棒DS（2009年、テクモ）　ドラマモード 第1話「残照」 - 三沢敬介 役

### ネットシネマ
- うさぎのもちつき
- うさぎのもちつき2

### バラエティ
- 週末の怪人 -セントマーチンの夏-（1994年 - 1995年、日本テレビ）

### CM
- 京成スカイライナー（1999年 - 2001年）
- ソフトバンクモバイル写メール Hi! 篇
- スズキ・ワゴンRソリオ（2002年）
- SONY・Handycam（2003年）
- 日興コーディアル証券（2004年）※ナレーション

### その他
- COMPLETE SELECTION MODIFICATION アークル（2019年3月、玩具） - 一条薫 役

## 作品

### シングル
- 二人を認めない（1992年9月2日、ファンハウス）
- 愛なしでは生きられない（1993年3月1日、ファンハウス）
- 悲しみより微笑んで（1993年7月1日、ファンハウス）
- 怒涛（1994年2月25日、ファンハウス）- 映画「横浜ばっくれ隊」主題歌
- RAINY HEART〜どしゃ降りの想い出の中 / 浅倉大介 expd. 葛山信吾（1995年6月10日、ファンハウス）
- いけないジェラシー感じて（1995年11月8日、ファンハウス）
- It comes rain / 一条薫（2000年9月21日、日本コロムビア） - 「仮面ライダークウガ」イメージ・ソング
- CARRY ON / 勇気をくれた人へ / Bricks （2000年11月18日、日本コロムビア）- 「仮面ライダークウガ」イメージ・ソング

### アルバム
- 青春の旅路（1992年、ファンハウス）
- HELLO TOKYO（1993年、ファンハウス）
- Boy's Life / Bricks（1997年）
- TODAY / Bricks（1999年）
- Goofy / Bricks（2002年）

### 写真集
- W -ダブル-（2004年、竹書房）